# مايك ميتكالف
مايك ميتكالف (بالإنجليزية: Mike Metcalf)‏ (24 مايو 1939 بليفربول في المملكة المتحدة - ) هو مدرب كرة قدم ولاعب كرة قدم بريطاني في مركز الهجوم. لعب مع نادي إيفرتون ونادي بانغور سيتي ونادي ريكسهام ونادي ريل ونادي كوناهس كواي ونادي تشستر سيتي ونادي ويتون ألبيون ونادي ألترينتشام.

## وصلات خارجية
- مايك ميتكالف على موقع قاعدة بيانات كرة القدم.إي يو (الإنجليزية)